# Pointe Latanier
Ne doit pas être confondu avec Pointe à Latanier.
La pointe Latanier est un cap de Guadeloupe.

## Géographie
Il se situe au nord-ouest de la pointe Granger et du port de Morne-Rouge, face à l'îlet La Biche.